# Maud Barger Wallach
Pour les articles homonymes, voir Wallach.
Maud Barger Wallach (15 juin 1870, New York – 2 avril 1954, Baltimore) est une joueuse de tennis américaine du début du XXe siècle.
En 1908, à trente-huit ans, elle devient la gagnante la plus âgée de l'US Women's National Championship (US Open) – record battu en 1926 par Molla Mallory (quarante-deux ans).
Elle est membre du International Tennis Hall of Fame depuis 1958.

## Palmarès (partiel)

### Titre en simple dames
| No | Date       | Nom et lieu du tournoi                  | Catégorie | Surface      | Finaliste    | Score         |          |
| -- | ---------- | --------------------------------------- | --------- | ------------ | ------------ | ------------- | -------- |
| 1  | 22-06-1908 | US National Championships, Philadelphie | G. Chelem | Gazon (ext.) | Evelyn Sears | 6-3, 1-6, 6-3 | Parcours |

### Finales en simple dames
| No | Date       | Nom et lieu du tournoi                  | Catégorie | Surface      | Vainqueure      | Score    |          |
| -- | ---------- | --------------------------------------- | --------- | ------------ | --------------- | -------- | -------- |
| 1  | 19-06-1906 | US National Championships, Philadelphie | G. Chelem | Gazon (ext.) | Helen Homans    | 6-2, 6-3 | Parcours |
| 2  | 21-06-1909 | US National Championships, Philadelphie | G. Chelem | Gazon (ext.) | Hazel Hotchkiss | 6-0, 6-1 | Parcours |

### Finale en double dames
| No | Date       | Nom et lieu du tournoi                 | Catégorie | Surface      | Vainqueures                       | Partenaire             | Score         |          |
| -- | ---------- | -------------------------------------- | --------- | ------------ | --------------------------------- | ---------------------- | ------------- | -------- |
| 1  | 10-06-1912 | US National Championships Philadelphie | G. Chelem | Gazon (ext.) | Dorothy Green Mary Kendall Browne | Mrs. Frederick Schmitz | 6-2, 5-7, 6-0 | Parcours |

## Parcours en Grand Chelem (partiel)
Si l’expression « Grand Chelem » désigne classiquement les quatre tournois les plus importants de l’histoire du tennis, elle n'est utilisée pour la première fois qu'en 1933, et n'acquiert la plénitude de son sens que peu à peu à partir des années 1950.

### En simple dames
| Année | Championnat d'Australasie Championnat d'Australie | Championnat d'Australasie Championnat d'Australie | Championnat de France Internationaux de France | Championnat de France Internationaux de France | Wimbledon | Wimbledon | US National | US National     |
| ----- | ------------------------------------------------- | ------------------------------------------------- | ---------------------------------------------- | ---------------------------------------------- | --------- | --------- | ----------- | --------------- |
| 1906  | -                                                 | -                                                 | -                                              | -                                              | -         | -         | Finale      | Helen Homans    |
| 1908  | -                                                 | -                                                 | -                                              | -                                              | -         | -         | Victoire    | Evelyn Sears    |
| 1909  | -                                                 | -                                                 | -                                              | -                                              | -         | -         | Finale      | Hazel Hotchkiss |
| 1931  | -                                                 | -                                                 | 1er tour (1/32)                                | S. Le Besnerais                                | -         | -         | -           | -               |

À droite du résultat, l’ultime adversaire.

### En double dames
| Année | - | - | Championnat de France | Championnat de France | Wimbledon | Wimbledon | US National         | US National                |
| 1912  | - | - | -                     | -                     | -         | -         | Finale Mrs. Schmitz | Dorothy Green Mary Kendall |

Sous le résultat, la partenaire ; à droite, l’ultime équipe adverse.